# Rákóczi-Brücke
Die Rákóczi-Brücke, von 1995 bis 2011 Lágymányos-Brücke, (ungarisch Rákóczi híd, Lágymányosi híd) ist die zweitjüngste von heute neun Straßenbrücken über die Donau in Ungarns Hauptstadt Budapest.
Sie sollte ursprünglich zur Expo 95 fertiggestellt werden. Erbaut wurde sie in den Jahren 1992 bis 1995 zur Entlastung der Petőfibrücke. Sie befindet sich unmittelbar neben der Südlichen Eisenbahnbrücke und wiegt 6800 Tonnen. Sie hat fünf 35 Meter hohe Mastpylone in der Brückenachse, an deren Spitzen zur Beleuchtung abstehende Lichtreflektoren angebracht sind.

## Straßenbahn
Bereits beim Bau der Brücke war geplant, diese mit Straßenbahngleisen auszurüsten. Zunächst wurden jedoch nur die Fahrspuren für den Straßenverkehr hergestellt, zwischen den Richtungsfahrbahnen wurde ein besonderer Bahnkörper für die spätere Aufnahme der Gleise freigehalten. Die Straßenbahnlinie 1 endete ab dem Jahr 2000 auf Pester Seite an einer provisorischen Endstelle auf der östlichen Brückenrampe.
Die Bauarbeiten zur Verlängerung der Linie 1 über die Rákóczi-Brücke begannen im Frühjahr 2014 und sollten eigentlich mit der Betriebsaufnahme im Januar 2015 abgeschlossen werden. Umfangreiche Belastungstests verzögerten die Inbetriebnahme jedoch. Am 12. Februar 2015 wurde mit vier Combino-Straßenbahnen und zwanzig beladenen LKW ein letzter Belastungstest durchgeführt und danach die Freigabe für die Inbetriebnahme der Straßenbahnstrecke erteilt. Am 20. März 2015 wurde der Fahrgastbetrieb der verlängerten Linie 1 aufgenommen.

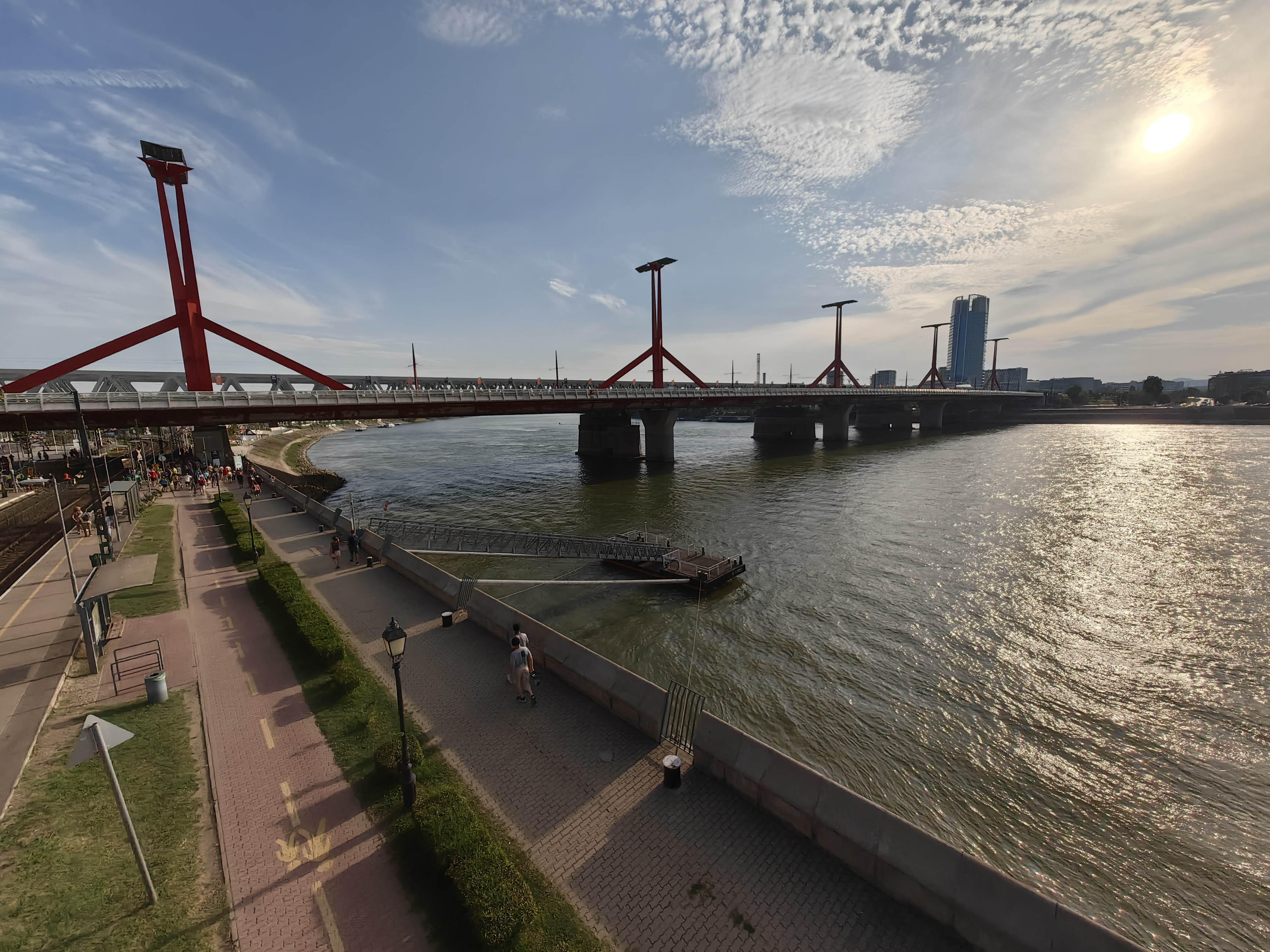
Blick zur Brücke von Norden
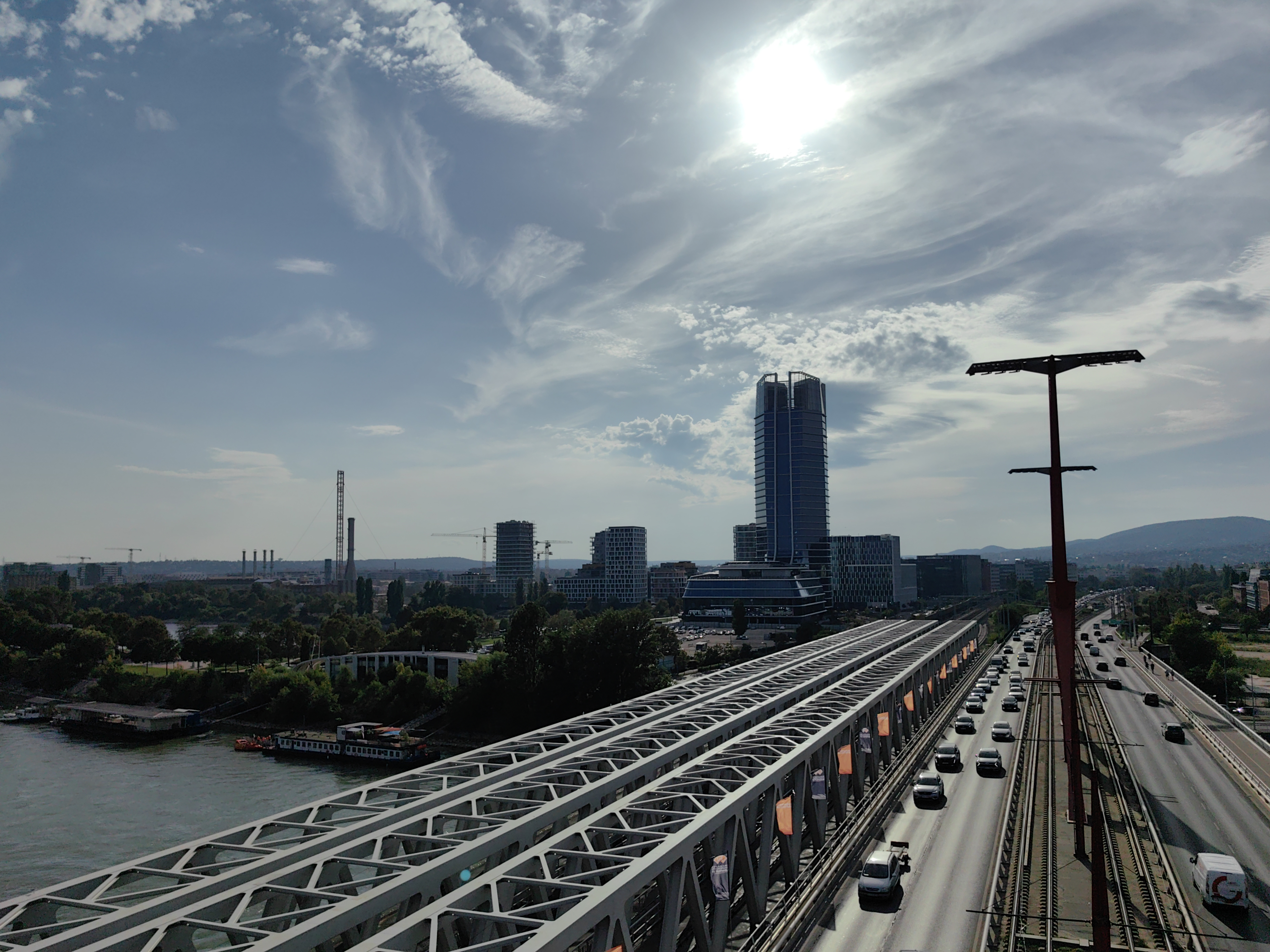
Blick auf die Rákóczi-Brücke
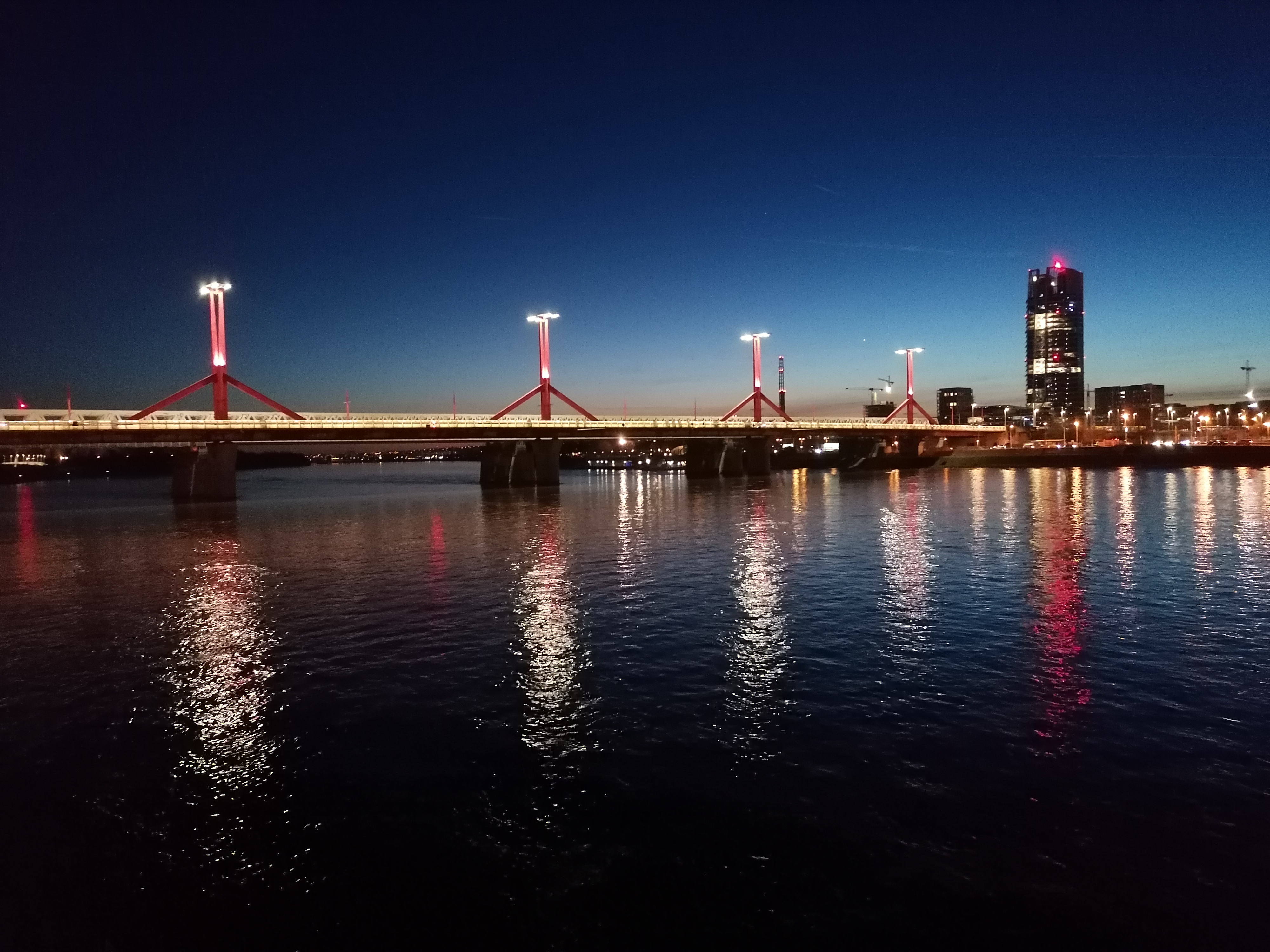
Rákóczi-Brücke bei Nacht